# Valdahon
Valdahon és un municipi francès situat al departament del Doubs i a la regió de Borgonya - Franc Comtat. L'any 2007 tenia 4.777 habitants.

## Demografia

### Població
El 2007 la població de fet de Valdahon era de 4.777 persones. Hi havia 1.761 famílies de les quals 530 eren unipersonals (238 homes vivint sols i 292 dones vivint soles), 481 parelles sense fills, 604 parelles amb fills i 146 famílies monoparentals amb fills.
La població ha evolucionat segons el següent gràfic:
Habitants censats

### Habitatges
El 2007 hi havia 1.935 habitatges, 1.795 eren l'habitatge principal de la família, 19 eren segones residències i 121 estaven desocupats. 1.163 eren cases i 722 eren apartaments. Dels 1.795 habitatges principals, 933 estaven ocupats pels seus propietaris, 838 estaven llogats i ocupats pels llogaters i 23 estaven cedits a títol gratuït; 77 tenien una cambra, 125 en tenien dues, 306 en tenien tres, 424 en tenien quatre i 863 en tenien cinc o més. 1.486 habitatges disposaven pel capbaix d'una plaça de pàrquing. A 940 habitatges hi havia un automòbil i a 628 n'hi havia dos o més.

### Piràmide de població
La piràmide de població per edats i sexe el 2009 era:
| Homes | Edats   | Dones |
| ----- | ------- | ----- |
| 0     | 95 o +  | 0     |
| 0     | 90 a 94 | 20    |
| 8     | 85 a 89 | 16    |
| 24    | 80 a 84 | 44    |
| 40    | 75 a 79 | 48    |
| 52    | 70 a 74 | 76    |
| 56    | 65 a 69 | 72    |
| 84    | 60 a 64 | 92    |
| 64    | 55 a 59 | 72    |
| 148   | 50 a 54 | 120   |
| 144   | 45 a 49 | 144   |
| 156   | 40 a 44 | 132   |
| 132   | 35 a 39 | 180   |
| 172   | 30 a 34 | 120   |
| 168   | 25 a 29 | 160   |
| 158   | 20 a 24 | 100   |
| 160   | 15 a 19 | 156   |
| 184   | 10 a 14 | 156   |
| 136   | 5 a 9   | 164   |
| 168   | 0 a 4   | 116   |

## Economia
El 2007 la població en edat de treballar era de 3.177 persones, 2.494 eren actives i 683 eren inactives. De les 2.494 persones actives 2.318 estaven ocupades (1.411 homes i 907 dones) i 176 estaven aturades (57 homes i 119 dones). De les 683 persones inactives 204 estaven jubilades, 230 estaven estudiant i 249 estaven classificades com a «altres inactius».

### Ingressos
El 2009 a Valdahon hi havia 1.862 unitats fiscals que integraven 4.570 persones, la mediana anual d'ingressos fiscals per persona era de 17.257 €.

### Activitats econòmiques
Dels 286 establiments que hi havia el 2007, 2 eren d'empreses extractives, 7 d'empreses alimentàries, 3 d'empreses de fabricació de material elèctric, 2 d'empreses de fabricació d'elements pel transport, 10 d'empreses de fabricació d'altres productes industrials, 35 d'empreses de construcció, 81 d'empreses de comerç i reparació d'automòbils, 11 d'empreses de transport, 17 d'empreses d'hostatgeria i restauració, 2 d'empreses d'informació i comunicació, 22 d'empreses financeres, 16 d'empreses immobiliàries, 22 d'empreses de serveis, 42 d'entitats de l'administració pública i 14 d'empreses classificades com a «altres activitats de serveis».
Dels 79 establiments de servei als particulars que hi havia el 2009, 1 era una oficina d'administració d'Hisenda pública, 1 gendarmeria, 1 oficina de correu, 4 oficines bancàries, 9 tallers de reparació d'automòbils i de material agrícola, 1 taller d'inspecció tècnica de vehicles, 5 autoescoles, 2 paletes, 6 guixaires pintors, 2 fusteries, 7 lampisteries, 5 electricistes, 5 empreses de construcció, 6 perruqueries, 1 veterinari, 1 agència de treball temporal, 13 restaurants, 6 agències immobiliàries, 1 tintoreria i 2 salons de bellesa.
Dels 43 establiments comercials que hi havia el 2009, 3 eren supermercats, 3 grans superfícies de material de bricolatge, 1 una botiga de més de 120 m², 4 fleques, 2 carnisseries, 2 llibreries, 12 botigues de roba, 1 una botiga de roba, 3 sabateries, 2 botigues d'electrodomèstics, 1 una botiga d'electrodomèstics, 3 botigues de material esportiu, 2 joieries i 4 floristeries.
L'any 2000 a Valdahon hi havia 12 explotacions agrícoles que ocupaven un total de 256 hectàrees.

## Equipaments sanitaris i escolars
El 2009 hi havia 1 psiquiàtric, 1 centre de salut, 2 farmàcies i 2 ambulàncies.
El 2009 hi havia 2 escoles maternals i 2 escoles elementals. Valdahon disposava d'un col·legi d'educació secundària amb 525 alumnes.

## Poblacions més properes
El següent diagrama mostra les poblacions més properes.